# Hallvard Holmen
Hallvard Holmen, född 16 juli 1966 i Mosjøen, är en norsk skådespelare.

## Filmografi
- 2008 – Varg Veum – Begravda hundar
- 2008 – Himmelblå (TV-serie)
- 2006 – Fritt vilt
- 2003 – De drabbade (TV-serie)
- 2002 – Brigaden (TV-serie)
- 1996 – Söndagsänglar
- 1994 – Trollsyn
- 1993 – Morsarvet (TV-serie)